# Música bereber
Los bereberes son un grupo étnico del Norte y Oeste de África. Los habitantes del noroeste de África fueron llamados "libios" por griegos, "africanos", "nubios" y "moros" por los romanos, y "bereberes" por los árabes. La cultura bereber probablemente se remonta más de 4000 años en el tiempo, siendo los bereberes habitantes del Norte de África mucho antes de que los árabes llegaran. Los bereberes pertenecen lingüísticamente al grupo afroasiático y tienen multitud de dialectos diferentes. Su música varía ampliamente según el área que habiten, pero es especialmente conocida por el prominente lugar que ocupa en la música de Marruecos, la popular música cabilia y chawi de Argelia y la muy diseminada música Tuareg del Rif, de Argelia, Burkina Faso, Níger y Malí. 